# Flaneri O’Konor
Meri Flaneri O'Konor (engl. Flannery O’Connor; 25. mart 1925 – 3. avgust 1964) je bila američka spisateljica i esejista. Napisala je dva romana i trideset dve kratke priče kao i mnogobrojne kritike i komentare. Bila je spisateljica američkog juga koja je često pisala u stilu južnjačke gotike i veoma se oslanjala na regionalno okruženje i groteskne likove. Njeno pisanje je odražavalo i njenu rimokatoličku veru i često istraživalo pitanja morala i etike. Njena posthumno objavljena zbirka Sabrane priče osvojila je 1972. Američku nacionalnu nagradu za književnost i predmet je trajne pohvale.

## Mladost i školovanje
Flaneri O’Konor je rođena 25. marta 1925. u Savani u državi Džordžija, SAD. Bila je jedino dete Edvarda Fransisa O’ Konora, agenta za nekretnine, i Regine Klajn. Sa porodicom se 1940. preselila u Miledžvil u Džordžiji gde su živeli na farmi Andaluzija, koja je danas muzej posvećen njenom radu. Godine 1937. njenom ocu je dijagnostikovan sistemski eritemski lupus, od koga je umro 1. februara 1941, a Flaneri O'Konor i njena majka su nastavile da žive u Miledžvilu.
Pohađala je srednju školu „Pibodi“ gde je radila kao umetnički urednik za školske novine i maturirala je 1942. Upisala je Državni koledž za žene u Džordžiji i po ubrzanom trogodišnjem programu diplomirala društvenе naukе u junu 1945. Dok je bila na koledžu u Džordžiji, napravila je značajan broj stripova za studentske novine.
Godine 1946. primljena je na prestižnu Književnu radionicu Ajova na Univerzitetu u Ajovi, gde je otišla da studira novinarstvo. Dobila je master diplomu Univerziteta u Ajovi 1947. Tokom leta 1948, Flaneri O’Konor je nastavila da radi na Mudroj krvi u umetničkoj zajednici ,,Jado” u Saratoga Springsu u državi Njujork, gde je takođe završila nekoliko kratkih priča.
Godine 1949, Flaneri O’Konor je upoznala Roberta Ficdžeralda (čuvenog prevodioca klasika) i njegovu ženu Sali, i prihvatila poziv da živi sa njima u Ridžfildu u državi Konektikat.

## Karijera
U vezi sa svojim isticanjem grotesknog, Flaneri O’Konor je izjavila: „Sve što dolazi sa juga biće opisano kao groteskno od strane čitaoca sa severa, osim ako nije stvarno groteskno, u tom slučaju će biti nazvano realističnim“. Radnja njenih dela se obično dešava na američkom jugu i vrti oko moralno pogrešnih likova, dok se pitanje rase često pojavljuje u pozadini. Većina njenih dela sadrži uznemirujuće elemente, iako ona nije volela da bude okarakterisana kao cinična. „Baš mi je dosadilo čitanje kritika koje knjigu Teško je naći dobrog čoveka nazivaju brutalnom i sarkastičnom“, napisala je. „Priče su teške ali su teške zato što ne postoji ništa teže ili manje sentimentalno od hrišćanskog realizma... Uvek me zabavi kada vidim da se ove priče opisuju kao horror priče zato što se kritičar uvek drži pogrešnog horora.“
Dva romana Flaneri O' Konor su Mudra krv (Wise Blood, 1952) i Nasilni pobeđuju (The Violent Bear It Away, 1960). Takođe je objavila dve knjige kratkih priča: Dobrog čoveka je teško naći (A Good Man Is Hard to Find, 1955) i Sve što raste mora se sastati (Everything That Rises Must Converge, objavljena posthumno 1965). Mnoge od njenih kratkih priča su objavljene u velikim antologijama, uključujući Najbolje američke kratke priče (The Best American Short Stories) i Nagrađene priče (Prize Stories).
Pisala je ironičnu, suptilno alegorijsku prozu o naizgled nazadnim južnjačkim likovima, obično fundamentalističkim protestantima, koji prolaze kroz transformacije koje su ih, po njenom mišljenju, približile katoličkom umu. Transformacija se često ostvaruje kroz bol, nasilje i suludo ponašanje u potrazi za svetim. Takođe je imala vrlo ciničan smisao za humor, često zasnovan na jazu između ograničene percepcije njenih likova i neverovatne sudbine koja ih čeka. Još jedan izvor njenog humora se često nalazi u pokušaju dobronamernih liberala da se nose sa ruralnim jugom na svoj način. Flaneri O'Konor je koristila nesposobnost takvih likova da shvate rasu, siromaštvo i fundamentalizam na drugi način sem kroz sentimentalne iluzije, kao primer neuspeha sekularnog sveta u 20. veku.
Ipak, nekoliko priča otkriva da je Flaneri O’Konor bila upoznata sa nekim od najosetljivijih savremenih pitanja sa kojim su se njeni liberalni i fundamentalistički likovi mogli susresti. Govorila je o Holokaustu u priči „Raseljena osoba“ (The Displaced Person) i rasnoj integraciji u pripoveci „Sve što raste mora se sastati“.

## Bolest i smrt
Do leta 1952, Flaneri O’Konor je dijagnostikovan sistemski eritemski lupus, kao i njenom ocu pre nje. Nakon toga, vratila se na porodičnu farmu Andaluzija u Miledžvilu u Džordžiji. Živela je još 12 godina pošto joj je bolest dijagnostikovana, sedam godina duže nego što je bilo očekivano. Flaneri O’Konor je završila više od dvadeset pet kratkih priča i dva romana dok se borila sa lupusom. Preminula je 3.avgusta 1964. u 39. godini u bolnici „Boldvin Kaunti“. Sahranjena je u Miledžvilu u Džordžiji na groblju „Memori hil“.